# 카사 로마

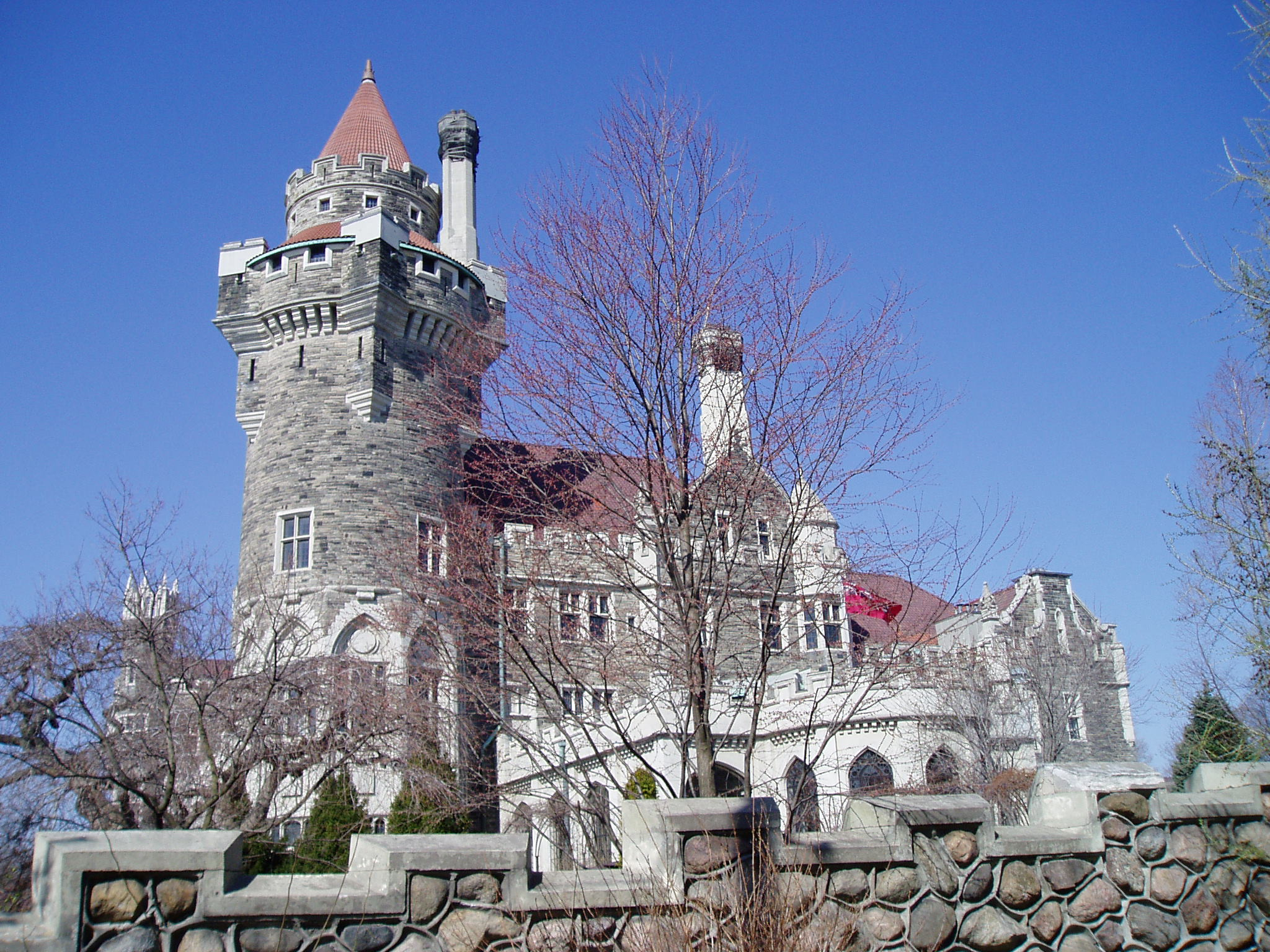
카사 로마

카사 로마(영어: Casa Loma)는 캐나다 토론토에 있는 성이다.